# Marina Silva
Maria Vaz Osmarina Marina Silva de Lima (8 lutego 1958, w Bagasso, w pobliżu Rio Branco) – brazylijska polityk i ekolog, była minister środowiska i senator. Była kandydatką Partii Zielonych w wyborach prezydenckich w 2010.

## Życiorys
Wychowała się w ubogiej rodzinie zbieraczy kauczuku w Amazonii, jej matka jest biała, a ojciech ma pochodzenie indiańsko-afrykańskie. W młodości przyjęła ewangeliczne chrześcijaństwo i planowała zostać zakonnicą.
Przez wiele lat była senatorem. W latach 2003–2008 pełniła funkcję ministra środowiska w rządzie Luli da Silvy. Z rządu odeszła w maju 2008 roku z powodu rozbieżności dotyczących ochrony lasów deszczowych, budowy zapór wodnych, biopaliw i upraw GMO. W sierpniu 2009 roku odeszła również z Partii Pracujących, do której należała przez 30 lat.
W wyborach prezydenckich w 2010 była kandydatką Partii Zielonych. Zajęła trzecie miejsce, zdobywając 19,33% głosów.
W 2014 roku wystartowała w wyborach prezydenckich z ramienia Brazylijskiej Partii Socjalistycznej po śmierci Eduardo Camposa i w ciągu trzech tygodni zdobyła w sondażach poparcie dorównujące starającej się o reelekcję Dilmie Rousseff. 
Należy do zielonoświątkowego kościoła Zborów Bożych i jest przeciwna legalizacji aborcji i związków homoseksualnych.